# Xipiu bigotut de la pampa
El xipiu bigotut de la pampa (Poospiza nigrorufa) és un ocell de la família dels tràupids (Thraupidae).

## Hàbitat i distribució
Habita zones arbustives, boscos, ciutats i marjals de les terres baixes del sud-est del Brasil, est de Paraguai, Uruguai i nord-est i centre de l'Argentina.